# یولانته اسنایدر-کابائو
یولانته اسنایدر-کابائو (به اسپانیایی: Yolanthe Sneijder-Cabau); زاده ۱۹ مارس ۱۹۸۵) بازیگر، مجری تلویزیون اهل اسپانیااست.
از فیلم‌های معروف او می‌توان به بازی در فیلم رنج و گنج اشاره کرد.

## زندگی شخصی
او در سال ۲۰۱۰ با وسلی اسنایدر ازدواج کرد.